# Gare de Nijni Novgorod-Moscou
La gare de Nijni Novgorod-Moscou (en russe : Станция Нижний Новгород) est la principale gare ferroviaire de la ville de Nijni Novgorod, en Russie.

## Situation ferroviaire
La gare est située dans l'arrondissement de Kanavino de Nijni Novgorod. Elle est combinée avec la station de métro Moskovskaïa, la gare de banlieue et la gare routière. Sous la gare, il existe un vaste réseau de tunnels souterrains, avec des sorties vers les quais de la gare, la station de métro et le grand magasin central. La gare est également un terminal pour le réseau express régional (RER). Il a deux lignes qui relient plusieurs quartiers de la ville. La gare est reliée à Moscou par la gare de Koursk et Saint-Pétersbourg par les gares de Moscou et Ladoga. Vous pouvez également aller à n’importe quelle destination du pays et du monde.

## Histoire

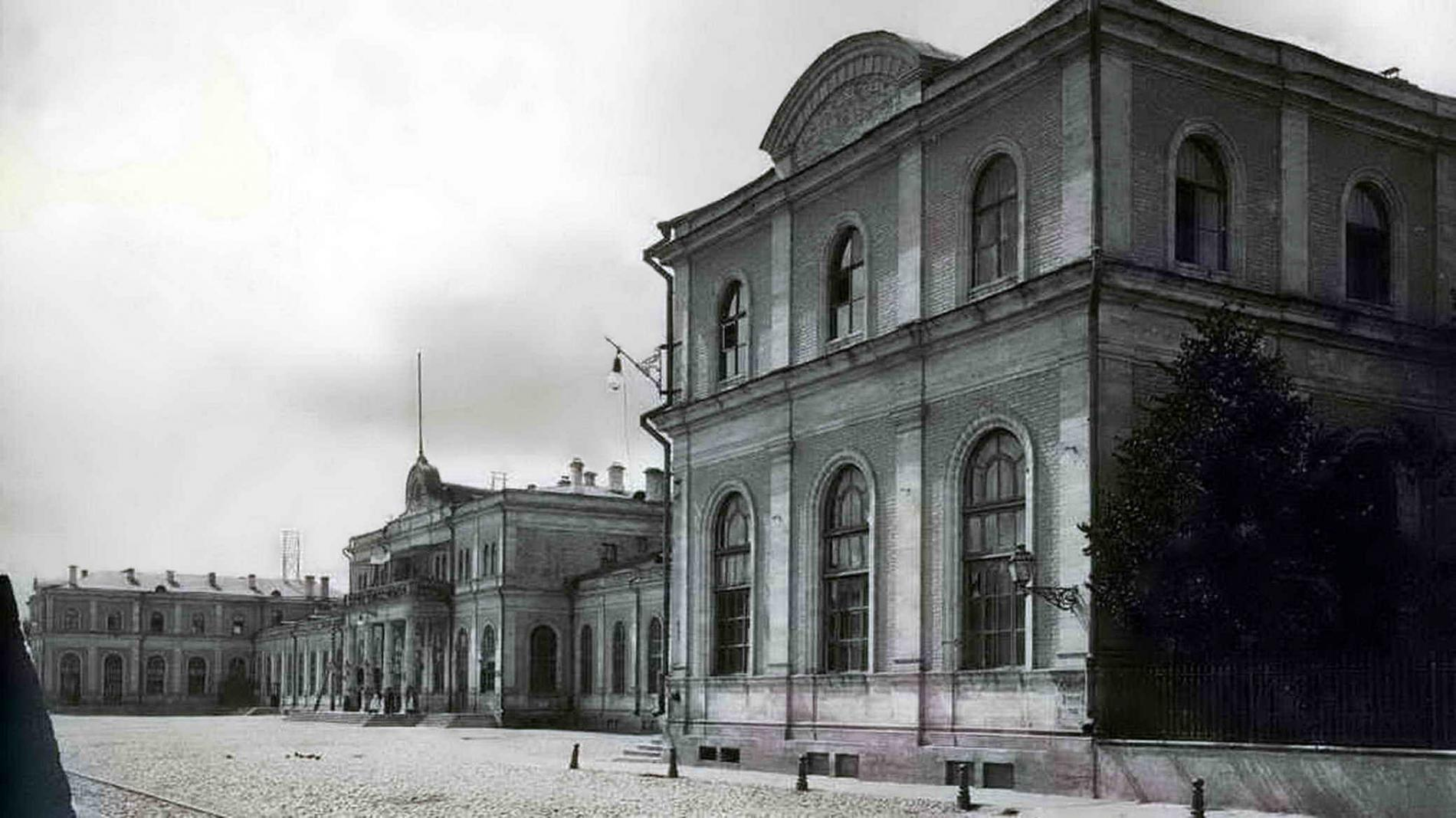
Gare au XIXe siècle.

La gare de Nijni-Novgorod a été construite en 1862, lorsque le chemin de fer Moscou-Vladimir a été prolongé. Le 2 août 1862, le trafic a été ouvert sur le tronçon Vladimir - Nijni Novgorod. La gare est devenue le dernier point du chemin de fer Moscou-Nijni Novgorod. Il se composait de trois bâtiments de deux étages reliés par des passages au hall du centre, des salles d'attente, du courrier, du télégraphe, des buffets et des restaurants. Une horloge a été installée sur la tour centrale. À l'intérieur des murs du bâtiment, des panneaux de mosaïque sur des thèmes héroïques ont été décorés.
En 1894, le pavillon impérial fut construit pour l’arrivée de personnes impériales dans la ville. L'architecte Dmitri Tchitchagov, représentant de la célèbre dynastie des architectes russes, a conçu le bâtiment et les intérieurs. Le hall du pavillon était orné d'un grand portrait de Nicolas II et d'une cheminée sculptée en marbre italien blanc. Un téléphone a été installé pour les entretiens importants. Le pavillon reçut deux fois l'empereur: en 1896, lors de l'exposition russe et en 1913, lors de la célébration du tricentenaire des Romanov. Pendant la révolution de 1905, il fut capturé par des travailleurs rebelles et détenu pendant un certain temps. Après la révolution d'Octobre de 1917, le Comité des Bolcheviks de Kanavino et l'institution médicale des chemins de fer se trouvèrent dans le bâtiment à différentes époques.

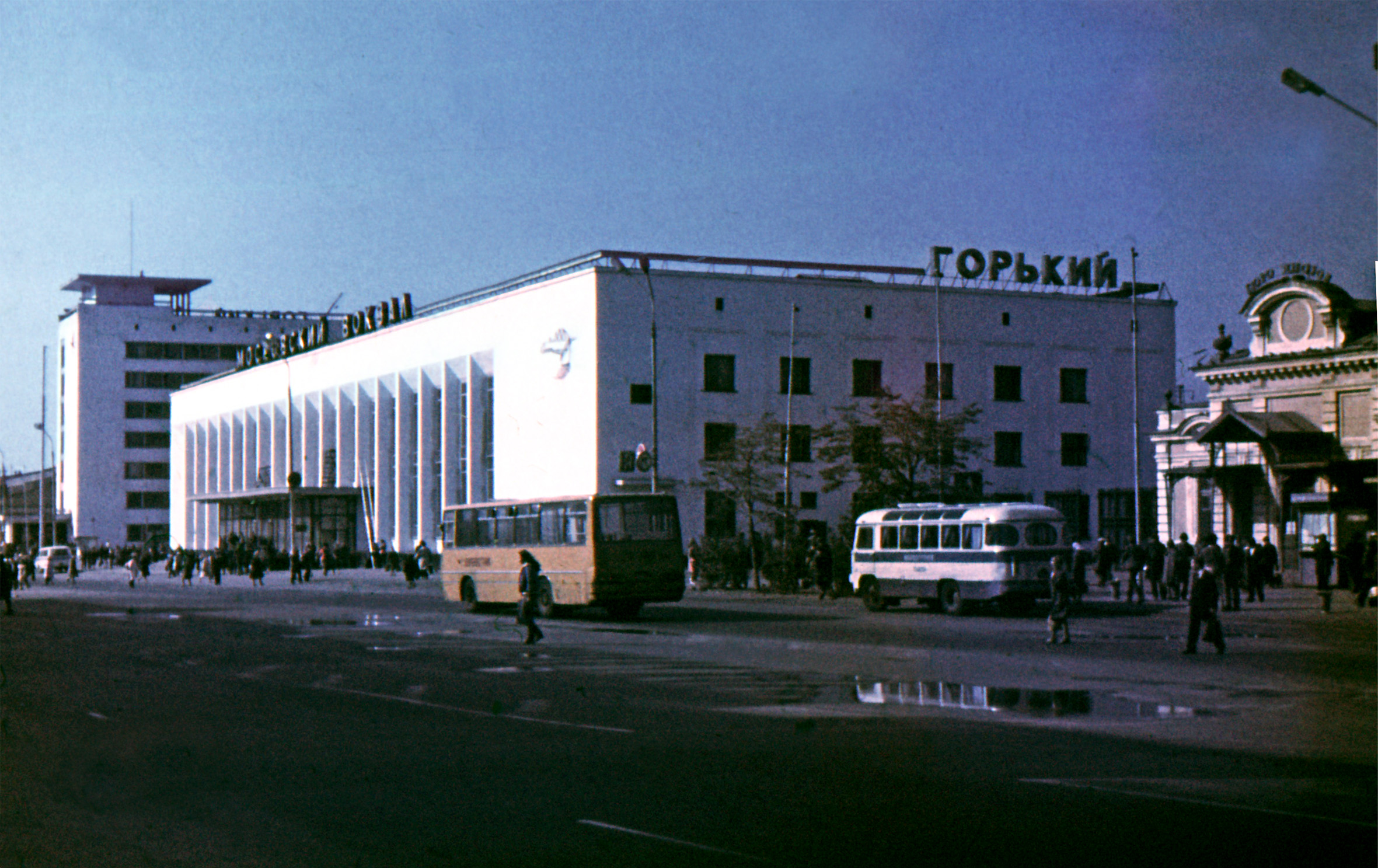
Ville de Gorki. La gare, en 1982.

Le gouvernement soviétique a longtemps conservé l'ancien bâtiment. Pendant la Seconde Guerre mondiale, la gare de Moskovski et la gare de Kazanski devinrent un objet stratégique important. Pour la connexion des deux gares entre elles, des voies de chemin de fer traversaient le port de fret situé sur la pointé et le pont de Kanavinski. Les pilotes allemands ont tenté à plusieurs reprises de bombarder la station, mais sans succès. Des bombes sont tombées sur la place de la Révolution et à proximité du bâtiment moderne du grand magasin central. Après avoir gagné la guerre, des trains complets sont arrivés à la gare avec des soldats victorieux.
Dans les années 1960, le bâtiment de la gare a été complètement reconstruit pour lui donner un aspect dit «civil». Toute la façade historique a été détruite. À l'intérieur, la station a également subi des changements majeurs: les mosaïques «pré-révolutionnaires» ont été remplacées par des mosaïques soviétiques dans l'esprit du XXe siècle, les salles d'attente et de nombreuses autres salles ont été reconstruites. Au centre de la salle se trouvait un lustre géant, fabriqué aux Pays-Bas, en divers panneaux de métal. Il est devenu un symbole de la gare soviétique rénovée et un lieu de rencontre pour des millions de passagers.
En 1985, après le lancement du métro, des sorties vers le long passage menant à la station de métro Moskovskaïa ont été aménagées dans le terminal.

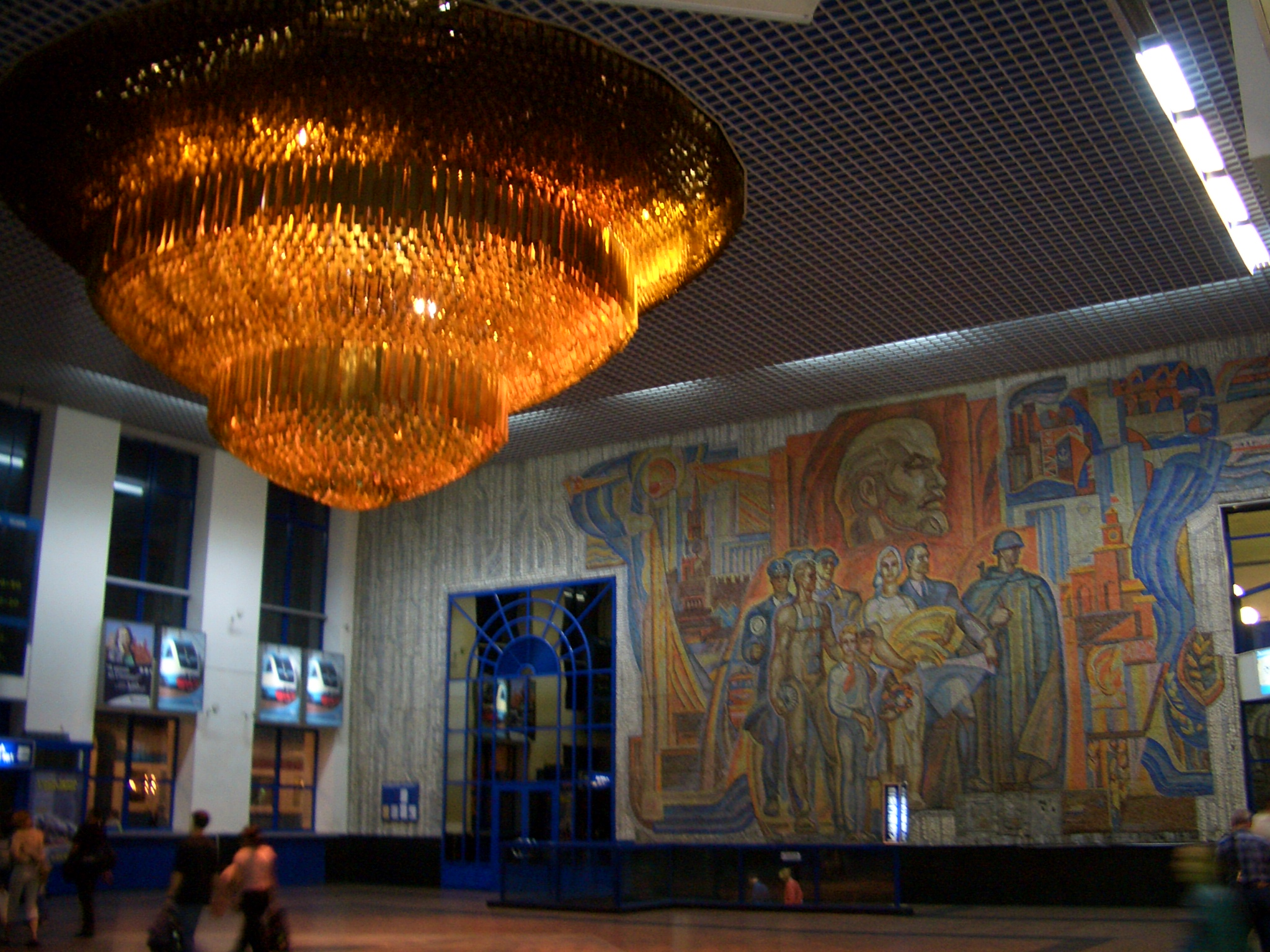
Lustre à l'intérieur de l'ancienne gare.

Depuis 2002, la gare a été modernisée et équipée de terminaux pour le contrôle automatique des tickets et la construction de hangars sur les quais. À partir de juin 2017, la gare a été fermée pour rénovation et ouverte le 28 avril 2018.
Au moment de la reconstruction, la sortie des passagers sur les quais des trains interurbains et des trains électriques se faisait par des tunnels de banlieue. Après la reconstruction, un terminal modernisé est apparu, équipé et reconstruit dans l’esprit du XXIe siècle. Dans les salles d'attente, des caméras et des étagères permettent de charger les appareils mobiles avec des serrures à combinaison. Le lustre géant a été démonté et envoyé en dépôt. Seuls deux panneaux de mosaïque sur les murs latéraux à l'intérieur du bâtiment sont restés de l'ère soviétique.
30 mars 2010 La gare de Gorki-Moskovski a été rebaptisée le nom moderne de Nijni Novgorod-Moskovski. Le 1er juillet de la même année, le nom de la gare de Gorki-Moskovski a été changé pour Nijni Novgorod, conformément à l'ordre du président des chemins de fer russes, Vladimir Iakounine. 
Mais le nom à la gare elle-même n'a été changé qu'en avril 2014, de gare de Moskovski à gare principiale, car à cette époque, il avait été financé.

## Service des voyageurs

### Accueil
Pour la vente des billets, la gare comprend des guichets de vente et des distributeurs automatiques.
La gare elle-même est composée de plusieurs bâtiments:
- Le terminal principal. Ici se trouvent le hall d'arrivée des trains, salles d'attente, cafés, dépôt de bagages, magasins et boutiques de souvenirs. Les trains longue distance ont des indications pour Moscou, Saint-Pétersbourg, Kirov, Kazan et Novgorod.
- La gare de banlieue. Il est situé à l'arrière du gare principal. Un tunnel souterrain y mène également. Il dessert les trains de banlieue et le système RER. La gare dessert le chemin de fer Gorki et compte quatre directions de trafic de banlieue: Chakhounia, Vladimir, Arzamas et Zavoljie.
- La gare routière. Bien que cette gare ne s'applique pas au transport ferroviaire, elle appartient au territoire de la gare. Depuis cette gare routière, prenez le bus pour les villes: Bor, Dzerjinsk, Zavoljie et Semienov.

### Intermodalité
Sous le terminal se trouve un hall d'entrée d'où part un tunnel qui mène à la station de métro Moskovskaïa. La station est située sur deux lignes à la fois : 1 (Avtozavodskaïa) et 2 (Sormovskaïa). Aussi, juste sur la gare est située la gare routière. De là, vous marchez jusqu'à la station de métro Kanavinskaïa sur la ligne 2.
Il y a également 2 lignes de RER à la gare : Sormovskaïa et Priokskaïa. La première ligne relie la gare et l'arrondissement de Sormovski, la deuxième ligne traverse l'arrondissement: Kanavinski, Leninski, Avtozavodski et Priokski. Cette ligne traverse également les banlieues.
De la gare, vous marchez jusqu'au tramway. Plusieurs lignes y sont rattachées : 1, 3, 27 et 417 à la sortie du tunnel du grand magasin central, ainsi que les lignes 6 et 7 à la sortie du tunnel du grand magasin Gordeïevski.
Ici se croisent les lignes de bus urbains qui desservent tous les arrondissements de la ville. Juste en face de la gare et près de McDonald’s, des bus desservent le centre-ville, l'arrondissement de Nijegorodski, Avtozavodski, Leninski, Priokski et Sovetski. Depuis le grand magasin Gordeïevski, des bus desservent l'arrondissement de Sormovski, Kanavinski, Moskovski et la foire.

## Galeries de photographies

Extérieur
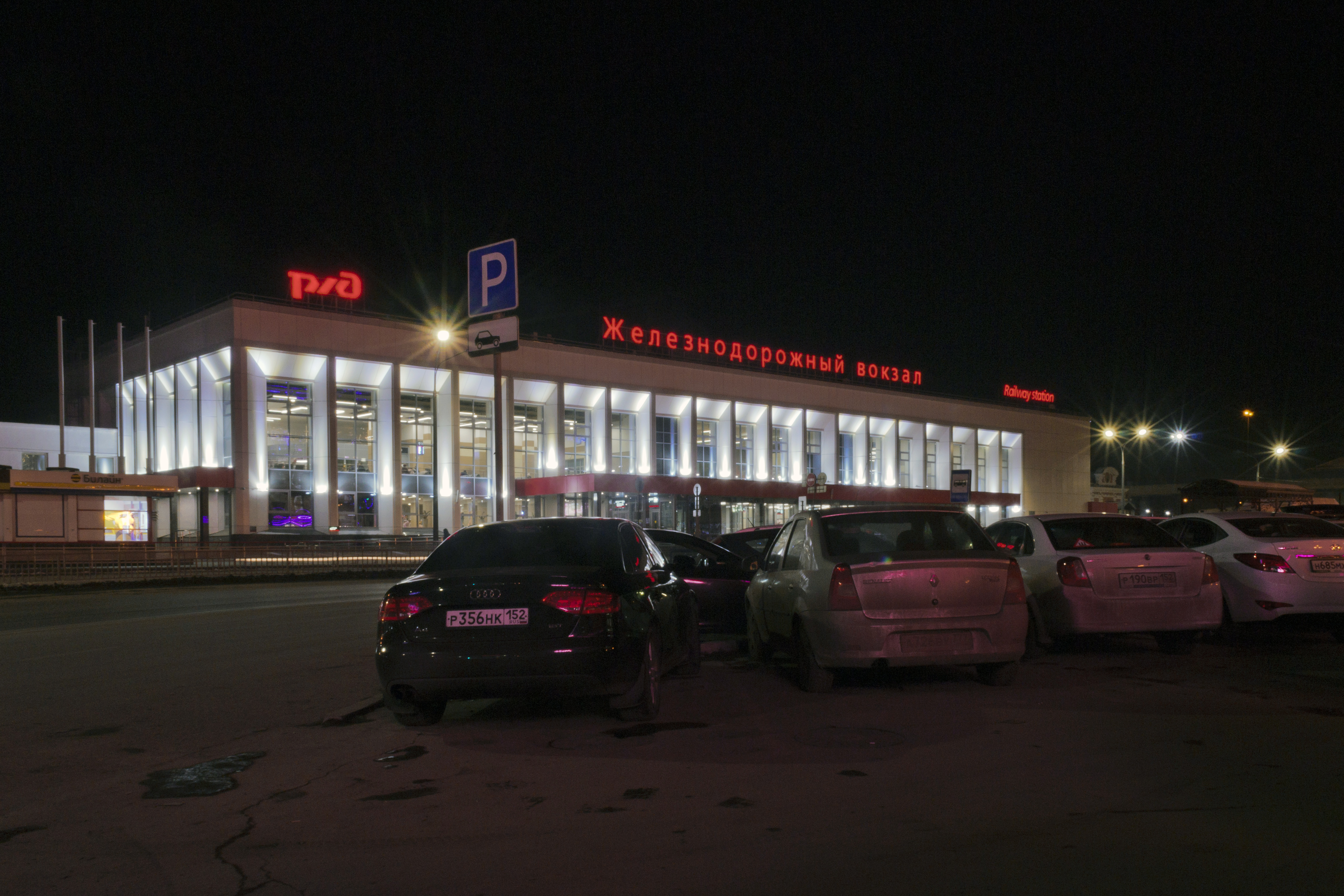
Gare de nuit.
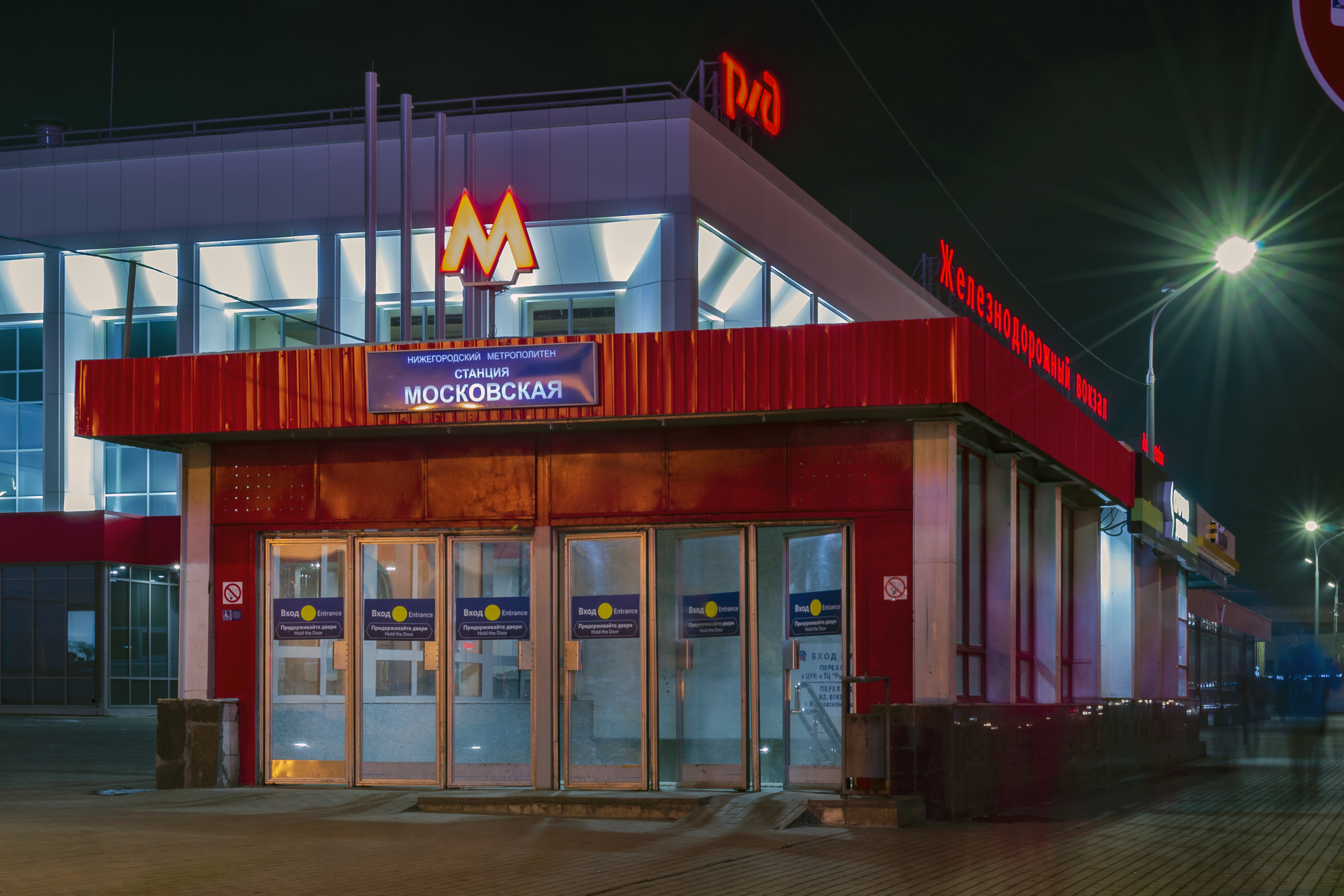
Le bâtiment de la gare la nuit et l'entrée de la station de métro Moskovskaïa.
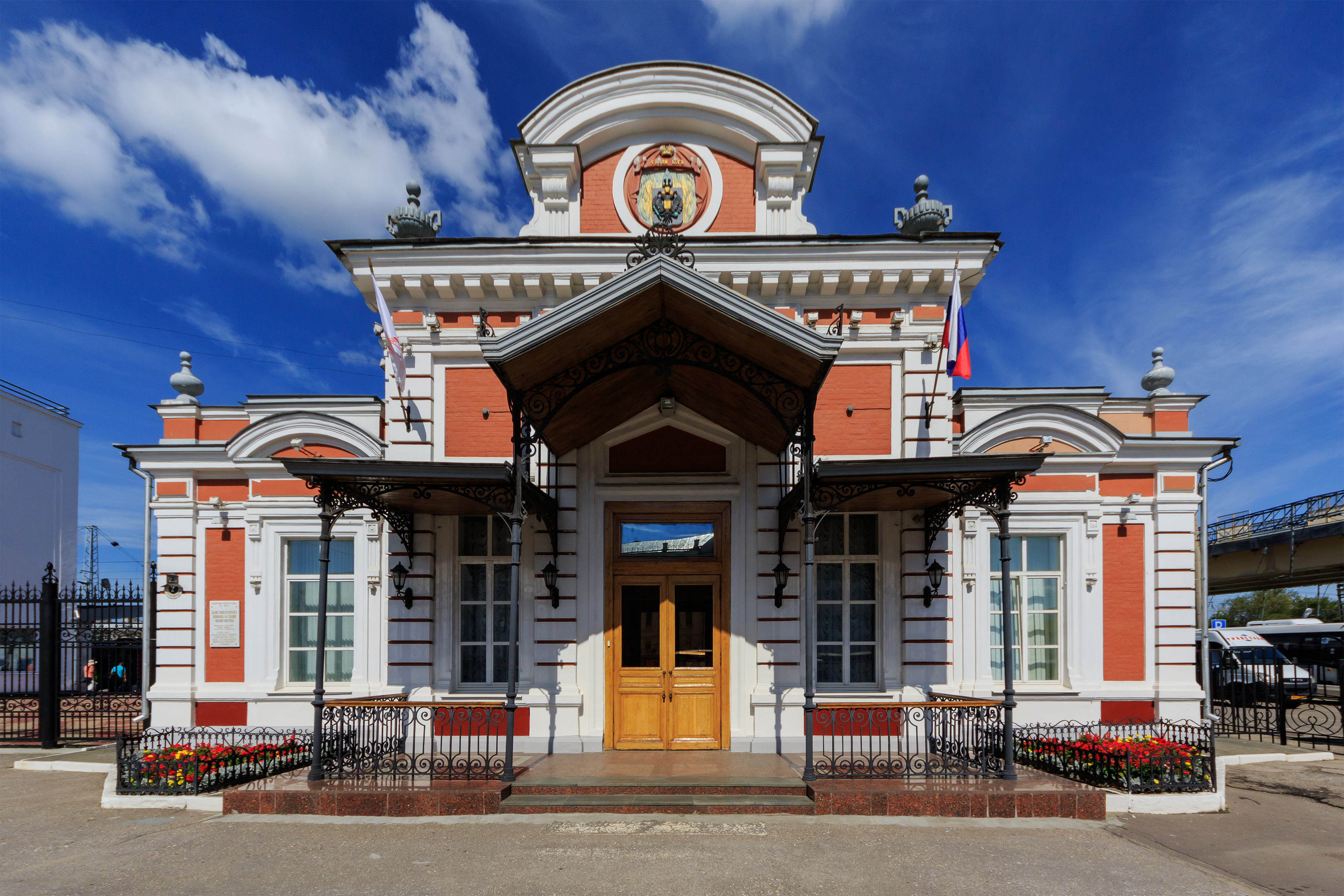
Ancien pavillon impérial.

Intérieur
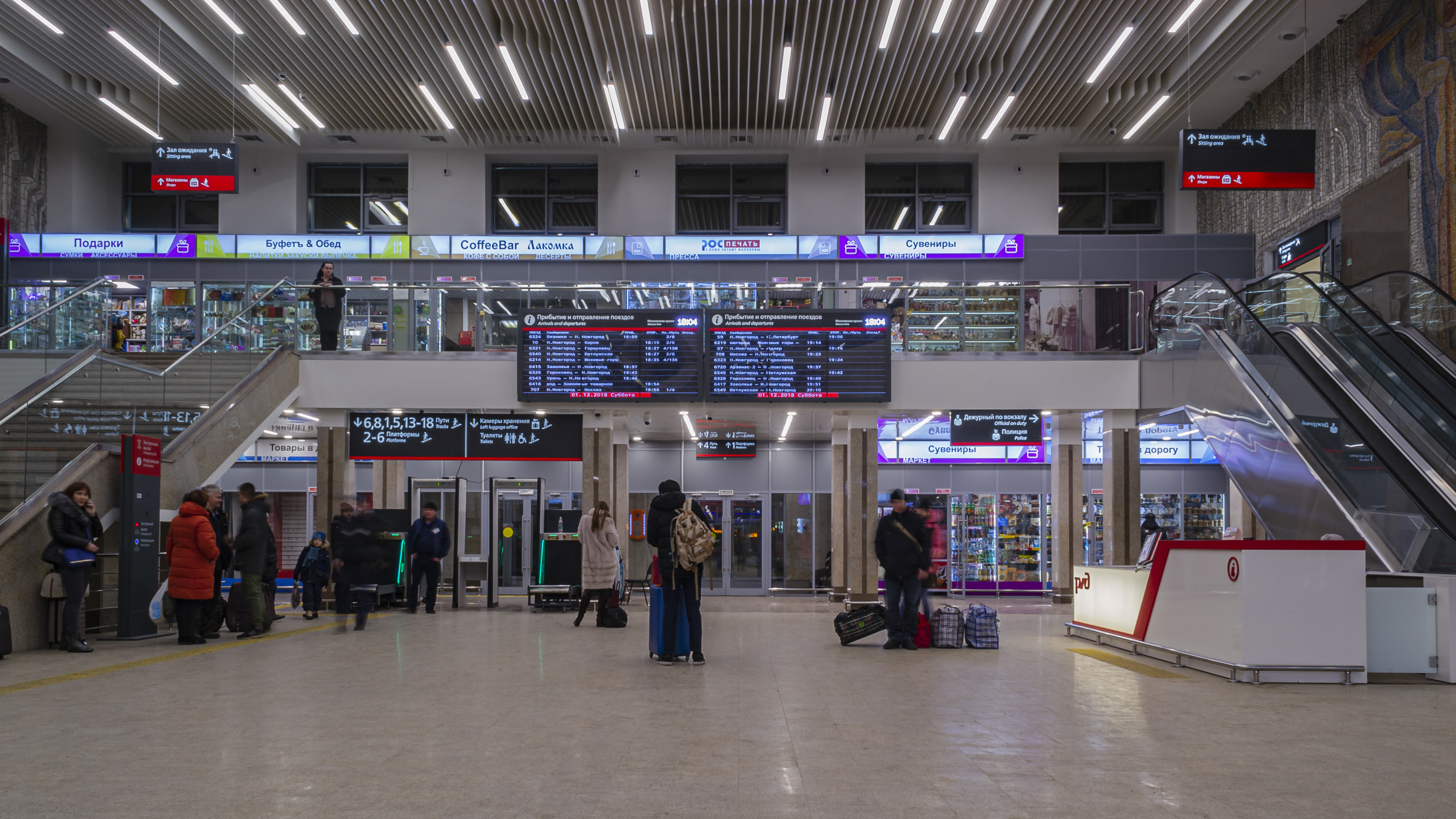
Hall de la gare.
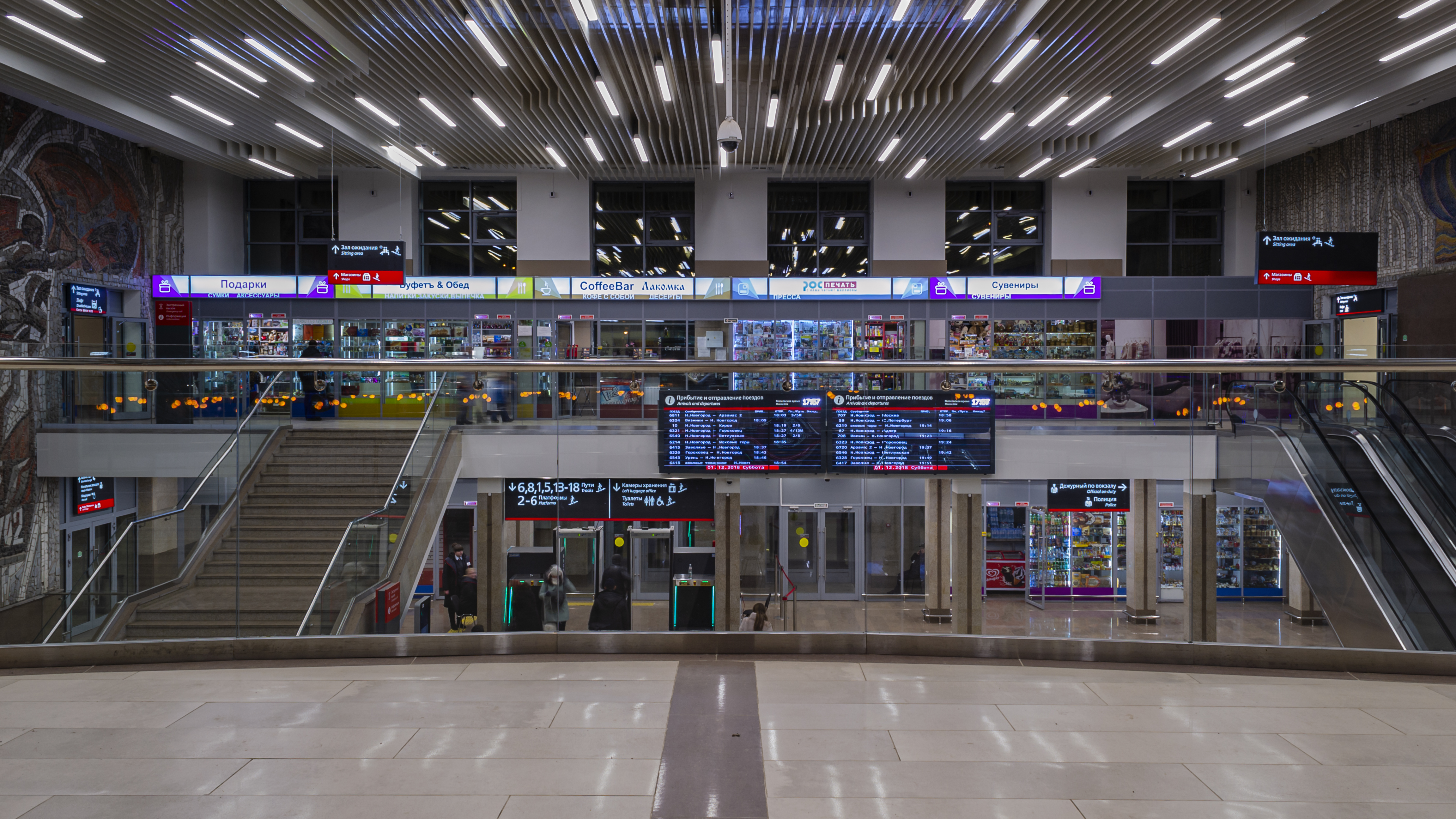
Hall de la gare du deuxième étage.
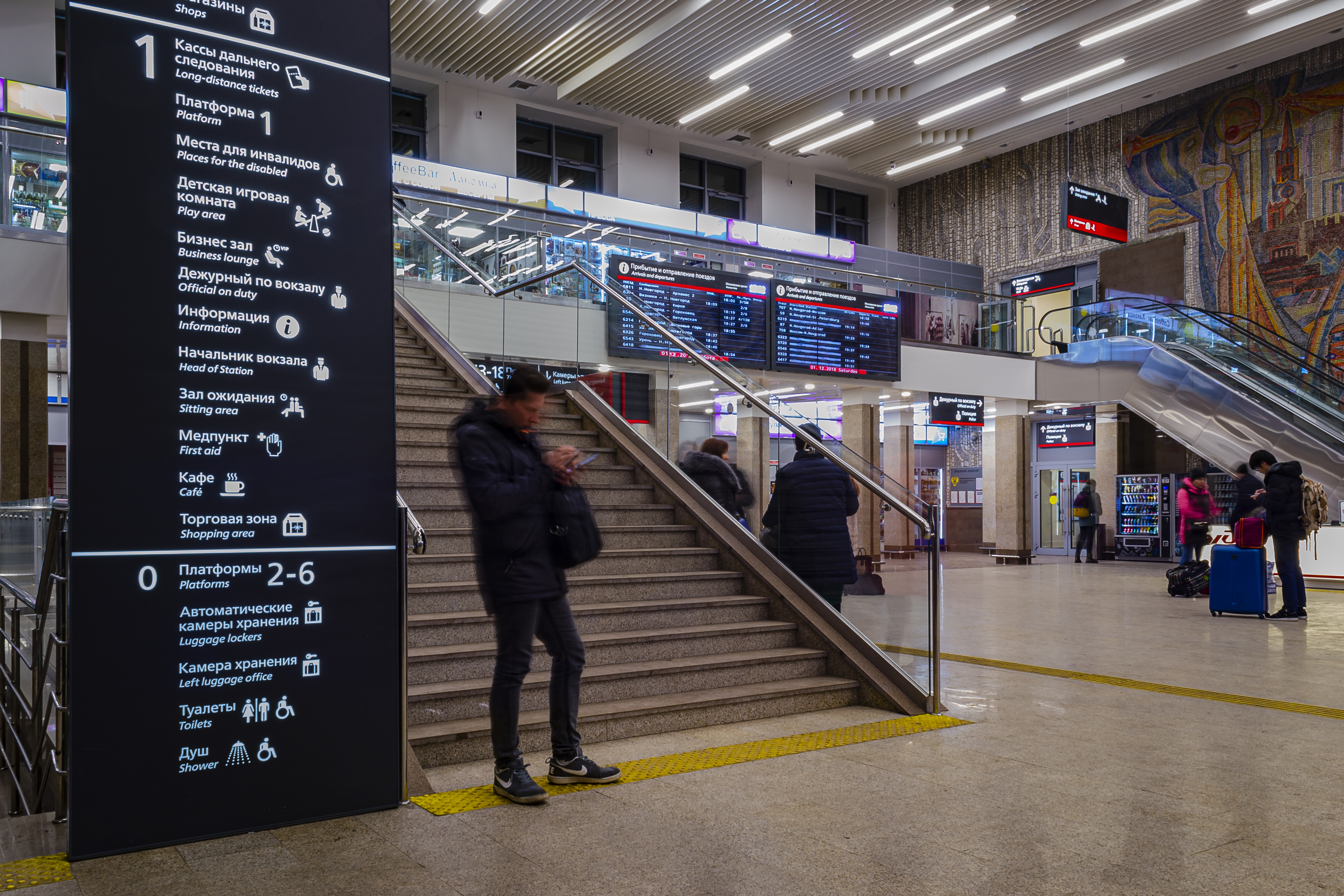
Panneaux d'information et panneaux dans le hall de la gare.
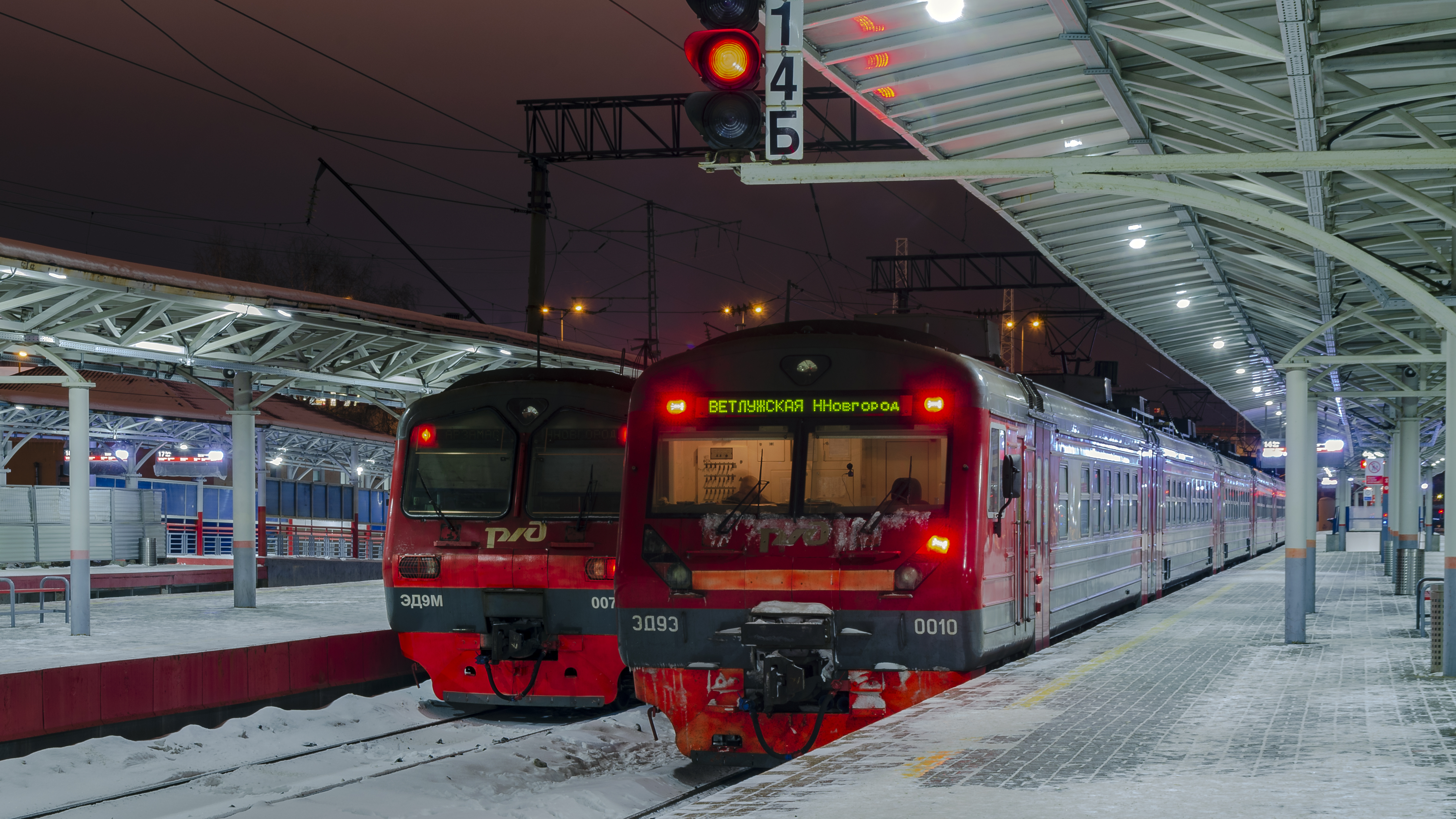
ED9M é ED9Z Trains électrique à grande vitesse « Nijni Novgorod-Vetloujskaïa » sur la 3e plate-forme.